# فوريكس كلاب
فوريكس كلاب أو نادي الفوركس هو مجموعة من الشركات المشاركة في سوق التجزئة للفوركس . مالكة علامة Libertex التجارية ويتضمن هيكلها شركات مالية وتعليمية.

## تاريخ
تأسست الشركة عام 1997. في عام 2010، استحوذت على 100٪ من أسهم شركة سمسرة الفوركس الروسية Аkmos Trade . ظلت العلامة التجارية مدرجة في مجموعة شركات Forex Club.
في عام 2012 ، استحوذت شركة كوادرو كابيتال بارتنرز (بالإنجليزية: Quadro Capital Partners)‏على حصة أقلية في مجموعة شركات فوريكس كلاب، ولم يتم تحديد مبلغ الصفقة.
في ديسمبر 2013 ، أسس كل من فوريكس كلابو كوادرو كابيتال بارتنرز صندوق رأس المال الاستثماري FXC-QCP VC ، بحجم يصل إلى 200 دولار مليون.